# De Engel (restaurant)
De Engel was een restaurant in Rotterdam. Het restaurant had van 1997 tot 2001 een Michelinster.

## Geschiedenis
Het restaurant werd in 1993 geopend door chef-kok Herman den Blijker en de Rotterdamse ondernemer David Crouwel. Het duo had in die periode meerdere eetgelegenheden in de havenstad. De Engel was het meest luxueuze restaurant.
Tijdens de lancering van de Michelingids van 1997 werd bekend dat De Engel een ster zou krijgen. Het restaurant had 13 van de 20 punten in de GaultMillau.
In 2010 nam chef-kok Lars Litz het restaurant over van Den Blijker en Crouwel. De nieuwe eigenaar was ooit de winnaar van een van de kookprogramma's van Den Blijker.. Litz sloot het restaurant in 2017.